# Test Drive Le Mans
Test Drive Le Mans (рус. Тест-драйв Ле-Ман), за пределами США известная как Le Mans 24 Hours — видеоигра в жанре аркадного автосимулятора, изданная в 2000 году для консолей и персональных компьютеров. Игра основывается на гонках 24 часа Ле-Мана и является спин-оффом серии Test Drive.

## Игровой процесс
Test Drive Le Mans представляет собой аркадный автосимулятор, выполненный в трёхмерной графике.
В игре представлены несколько режимов, такие как «24 часа Ле-Мана», «Быстрая гонка», «Чемпионат» и «Одиночное соревнование». Все они различаются между собой правилами и особенностями. Игроку представлены на выбор множество специальных гоночных лицензированных автомобилей, у каждого из которых нужно выбрать тип двигателя, шин, уровень топлива и так далее. На разных поверхностях (сухая или мокрая дорога во время дождя) машина ведёт себя по-разному, и для лучшего сцепления следует выбрать подходящие шины. В зависимости от уровня топлива изменяется вес автомобиля, что влияет на его управление и скорость. Вследствие всего этого, раз в несколько кругов на трассе (доступно множество реальных трасс) необходимо заезжать на пит-стоп, где можно заменить изношенные шины, а также восстановить топливо, в противном случае автомобиль остановится и зачтётся поражение. В версии для Game Boy Color из-за технических ограничений отсутствует многопользовательский режим.

## Разработка и выход игры
За разработку были ответственны несколько студий. Eutechnyx занимались версией для приставки PlayStation и персональных компьютеров под управлением Windows. За версию для Game Boy Color была ответственна студия Velez & Dubail, известная опытом по созданию качественных акрадных автосимуляторов для этой платформы. Версию же для Dreamcast разрабатывала студия Melbourne House. Издателем игры выступила компания Infogrames, как и в случае с другими играми серии Test Drive. Игра является спин-оффом франшизы, и несмотря на реализм и заезды, основанные на гонках «24 часа Ле-Мана», имеет аркадные элементы, такие как режим аркады и отсутствие повреждений машин при столкновениях. Автомобили в игре представляют лицензированные модели машин, созданных специально для гоночных кольцевых треков.
Выпуск игры состоялся в 2000 году. В то время, как в США автосимулятор был выпущен под названием Test Drive Le Mans, за её пределами игра имеет название Le Mans 24 Hours.

## Оценки и мнения
| Сводный рейтинг       | Сводный рейтинг | Сводный рейтинг | Сводный рейтинг | Сводный рейтинг | Сводный рейтинг |
| Издание               | Оценка          | Оценка          | Оценка          | Оценка          | Оценка          |
| Издание               | Dreamcast       | GBC             | PC              | PS              | PS2             |
| --------------------- | --------------- | --------------- | --------------- | --------------- | --------------- |
| GameRankings          | 89,50 %         | 75,43 %         | 68,05 %         | 69,59 %         | 75,56 %         |
| Game Ratio            | 85 %            | 77 %            | 59 %            | 63 %            |                 |
| Metacritic            | 93/100          |                 |                 |                 |                 |
| MobyRank              | 85/100          | 74/100          | 66/100          | 76/100          |                 |
| Иноязычные издания    |                 |                 |                 |                 |                 |
| Издание               | Оценка          | Оценка          | Оценка          | Оценка          | Оценка          |
| Издание               | Dreamcast       | GBC             | PC              | PS              | PS2             |
| AllGame               | [ 15 ]          | [ 16 ]          | [ 17 ]          | [ 18 ]          |                 |
| EGM                   | 9,16/10         |                 |                 | 7/10            |                 |
| Eurogamer             |                 |                 | 8/10            |                 |                 |
| Game Informer         | 4,75/10         |                 |                 |                 |                 |
| GameSpot              | 9,6/10          | 8,1/10          | 6,7/10          | 6,2/10          |                 |
| GameZone              | 7/10            |                 | 6/10            |                 |                 |
| IGN                   | 9,4/10          | 7/10            | 7,5/10          | 6,5/10          |                 |
| Nintendo Power        |                 | 6,6/10          |                 |                 |                 |
| OPM                   |                 |                 |                 | [ 20 ]          |                 |
| Русскоязычные издания |                 |                 |                 |                 |                 |
| Издание               | Оценка          | Оценка          | Оценка          | Оценка          | Оценка          |
| Издание               | Dreamcast       | GBC             | PC              | PS              | PS2             |
| Absolute Games        |                 |                 | 50 %            |                 |                 |

Наиболее высокие оценки получила версия игры для Dreamcast: на сайтах GameRankings и Metacritic её средний рейтинг составляет 89,50 % и 93/100 соответственно. Версия для Game Boy Color рассматривалась, как лучшая игра серии для данной приставки; на сайте GameRankings её средняя оценка составляет 75,43 %. Менее положительные отзывы получила оригинальная версия для PlayStation и ПК: на GameRankings её средняя оценка составляет соответственно 69,59 % и 68,05 %.